# Жалюзійний пиловловлювач
Інерційні жалюзійні пиловловлювачі

Схема жалюзійного пиловловлювача: 1 — камера; 2 — жалюзійні ґрати; 3 — щілиноподібне відведення;
4 — циклони.

Принцип дії жалюзійних пиловловлювачів полягає в тому, що запилений потік газу змінює напрям руху, а частинки пилу, маючи велику густину, рухаються за інерцією в тому ж напрямку.
На рис. показана схема роботи жалюзійного пиловловлювача. Потік запиленого газу надходить в пиловловлювач, де зустрічає на шляху руху похило встановлені пластини. Потік газу проникає в простір між пластинами і прямує в зону а, а частинки пилу ударяються об пластини і відбиваючись від них, продовжують переміщатися разом з невеликою кількістю газу в зону б, де відбувається велика концентрація пилу разом з невеликою (5–10 %) кількістю повітря. Насичений пилом потік повітря із зони б прямує в ефективніший пиловловлювач (зазвичай циклон або фільтр). У жалюзійних пиловловлювачах ступінь очищення газу невеликий: уловлюються головним чином частинки розміром >0,1 мм. На вітчизняних збагачувальних фабриках вони не застосовуються.